# Chân chim lá cọ
Chân chim lá cọ hay chân chim dạng cọ (danh pháp hai phần: Schefflera palmiformis) là một loài thực vật thuộc Họ Cuồng cuồng (Araliaceae). Đây là loài đặc hữu của Việt Nam. Loài này đang bị đe dọa vì bị mất môi trường sống.
Chân chim lá cọ xuất hiện tại một số địa điểm như Vườn quốc gia Cúc Phương hay Khu bảo tồn thiên nhiên Kẻ Gỗ.